# Semiothisa horridaria
Semiothisa horridaria là một loài bướm đêm trong họ Geometridae.